# Diāna Marcinkēviča
Diāna Marcinkēviča (ur. 3 sierpnia 1992 w Rydze) – łotewska tenisistka, reprezentantka kraju w Pucharze Federacji.
W rozgrywkach zawodowych zadebiutowała w sierpniu 2008 roku, na turnieju rangi ITF w Tampere, w wieku szesnastu lat. We wrześniu tego samego roku odniosła swój pierwszy poważniejszy sukces, docierając do półfinału turnieju w greckim Wolos, w którym przegrała z Justyną Jegiołką. Rok później triumfowała w turnieju w Tallinnie i to zarówno w grze pojedynczej, jak i podwójnej. W sumie wygrała siedem turniejów singlowych i trzydzieści jeden deblowych rangi ITF.
W kwietniu 2013 wystąpiła w kwalifikacjach pierwszej edycji turnieju WTA Tour w Katowicach, w których pokonała w pierwszej rundzie Tadeję Majerič, ale odpadła w drugiej, po przegranej z Marią-Eleną Camerin. W kwietniu 2014, po wygranej w kwalifikacjach, zagrała po raz pierwszy w karierze w fazie głównej turnieju cyklu WTA Tour – w Stuttgarcie. W pierwszej rundzie trafiła na Anastasiję Pawluczenkową i po przegraniu 2:6, 3:6 odpadła z turnieju. Osiągnięcie to awansowało ją do drugiej setki rankingu WTA, na miejsce 196.
W 2009 zadebiutowała w rozgrywkach Pucharu Federacji.

## Wygrane turnieje rangi ITF
| turnieje z pulą nagród 100 000 $ |
| turnieje z pulą nagród 75 000 $  |
| turnieje z pulą nagród 50 000 $  |
| turnieje z pulą nagród 25 000 $  |
| turnieje z pulą nagród 15 000 $  |
| turnieje z pulą nagród 10 000 $  |

### Gra pojedyncza
|    | Data       | Turniej   | ($)    | Naw.   | Finalistka          | Wynik               |
| 1. | 16/08/2009 | Tallinn   | 10 000 | twarda | Hanna Orlik         | 2:6, 7:5, 7:6(9)    |
| 2. | 08/05/2011 | Ateny     | 10 000 | twarda | Despina Papamichail | 5:7, 7:5, 6:3       |
| 3. | 27/07/2013 | Wrexham   | 25 000 | twarda | Jovana Jakšić       | 5:7, 7:5, 6:2       |
| 4. | 26/10/2014 | Victoria  | 25 000 | twarda | Paula Badosa        | 6:7, 6:3, 6:1       |
| 5. | 01/05/2016 | Heraklion | 10 000 | twarda | Sara Cakarevic      | 6:1, 6:3            |
| 6. | 11/12/2016 | Solapur   | 10 000 | twarda | Anastasia Gasanova  | 6:3, 7:6(4)         |
| 7. | 04/11/2018 | Wirral    | 25 000 | twarda | Arantxa Rus         | 7:6(2), 0:6, 7:6(4) |
| 8. | 27/08/2023 | Verbier   | 25 000 | ziemna | Conny Perrin        | 6:3, 6:4            |